# Antoine de Gramont-Lesparre (1889-1971)
Pour les autres membres de la famille, voir Famille de Gramont.
Antoine-Bon-Jacques-Alfred de Gramont, duc de Lesparre, est un homme politique français né le 29 mai 1889 à Paris 8e et décédé le 12 novembre 1971 à Lhomme.

## Biographie
Issu de la Maison de Gramont, il est le fils d'Armand de Gramont (1854-1931), duc de Lesparre, et d'Hélène Duchesne de Gillevoisin de Conégliano.  
Il est aussi le petit-fils d'Agénor de Gramont (1819-1880), 9e duc de Gramont, ministre des Affaires étrangères, et d'Adrien Duchesne de Gillevoisin, 3e duc de Conegliano. 
Élève de l'Institution Sainte-Marie de Monceau et de la Faculté des sciences de Paris , il sert pendant la première guerre mondiale comme capitaine. Il est blessé à la bataille de Verdun. 
Après la guerre, il est promu chef de bataillon de réserve. 
Il devient exploitant agricole et industriel dans le textile. Il fonde et fut président et administrateur de plusieurs sociétés en France et en Belgique. Il est maire de Lhomme (Sarthe) de 1919 à 1935.  
Il est conseiller général du canton de La Chartre-sur-le-Loir de 1919 à 1955.  
En 1928, il est élu député de la Sarthe. il siège jusqu'en 1932, inscrit au groupe des Républicains de gauche. 
Lors de la Seconde Guerre mondiale, il est mobilisé avec le grade de commandant.
En 1913, il est autorisé par décret à ajouter à son nom celui de Moncey de Conegliano.
Il est l'auteur d'essais, notamment Les Inconnus de la biologie déterministe, L'idée de Finalité et Sur le Sentiment esthétique.
Il est inhumé au cimetière d'Asnières-sur-Oise.

## Distinctions
- Officier de la Légion d'honneur (16 mars 1921)
- Croix de guerre 1914-1918[5]

### Mariage et descendance
Il épouse à Paris le 4 septembre 1922 Antoinette Roussel de Courcy (Paris, 8 juin 1898 - Paris, 17 mai 1939), fille d'Henri Roussel de Courcy et Marie Fould. 
Elle était la petite-fille du général Roussel de Courcy et de Paul Fould. Dont uniquement un fils :
- Arnaud Antoine Aimery Adrien de Gramont-Moncey de Conegliano (24 mars 1928 - Paris ✝ 22 janvier 1982 - Le Mans), 6e duc de Lesparre, vice-président du conseil général de la Sarthe, marié, dont :
  - Armelle Antoinette Geneviève de Gramont-Moncey de Conegliano de Lesparre (née le 29 juin 1952 - Inezgane (Maroc)) ;
  - Aimery Antoine Henry Albert de Gramont-Moncey de Conegliano de Lesparre (né le 28 juillet 1953 - Agadir (Maroc)), 7e duc de Lesparre, professeur de médecine, marié, dont :
    - Armand Arnaud Robert (né le 17 janvier 1977 - Paris), marié ;
    - Anne Laure Lucette Denise (née le 3 décembre 1977 - Paris), mariée ;
    - Aude-Marie Jacqueline Françoise (24 septembre 1979 - Paris), mariée ;
    - Adrien (né le 11 septembre 1982 - Québec), marié ;
    - Aurélie Antoinette Denise (5 mars 1985 - Nogent-sur-Marne), mariée ;
    - Alyette Marie Michèle (née le 17 août 1986 - Vannes) ;

  - Alain Armand Adrien Jean de Gramont-Moncey de Conegliano de Lesparre (né le 28 septembre 1956 - Paris)
  - Anne Hélène Marie Jacqueline de Gramont-Moncey de Conegliano de Lesparre (née le 18 novembre 1964 - Le Mans).

### Sources
- « Antoine de Gramont-Lesparre (1889-1971) », dans le Dictionnaire des parlementaires français (1889-1940), sous la direction de Jean Jolly, PUF, 1960 [détail de l’édition]